# Raión de Armavir

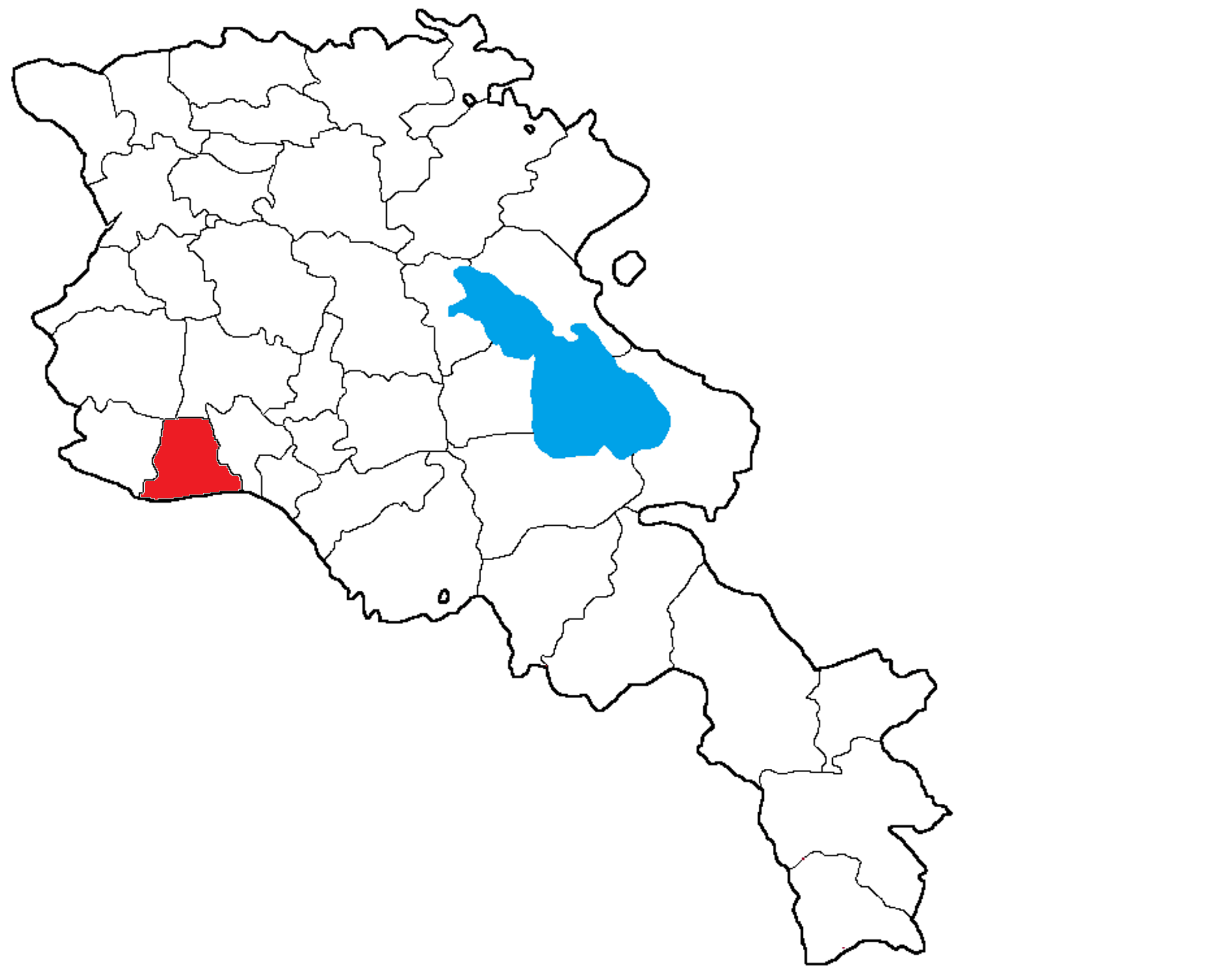
El estado del distrito Raión de Armavir tras su división en dos partes en 1983.

El raión de Armavir es uno de los tres raiones que forman la provincia armenia de Armavir. Su población a fecha de 12 de octubre de 2011 era de 112 092 habitantes.
Está formado por las siguientes localidades:
- Alashkert 1569
- Amasia 850
- Araks 1651
- Arazap 1362
- Arevik 2427
- Argavand 2301
- Armavir 29 319
- Artashar 1218
- Aygeshat 1547
- Aygevan 1465
- Bambakashat 3110
- Berkashat 520
- Getashen 2137
- Hatsik 2331
- Haykavan 1508
- Janfida 2963
- Jrashen 760
- Khanjyan 1775
- Lenughi 1470
- Lukashin 2216
- Margara 1256
- Mayisyan 1525
- Metsamor 9191
- Mrgashat 4993
- Nalbandyan 4863
- Norapat 1738
- Nor Armavir 1631
- Nor Artagers 1224
- Noravan 994
- Nor Kesaria 1269
- Pshatavan 2058
- Sardarapat 5192
- Shenavan 1423
- Tandzut 1735
- Vardanashen 824
- Yeghegnut 2203
- Yeraskhahun 1834
- Zartonk 2321[1]